# Berri-UQAM (stanice metra v Montréalu)
Berri-UQAM je přestupní stanicí mezi zelenou, oranžovou a žlutou linkou montrealského metra.
Na zelené lince jde o patnáctou stanici ve směru z jihu na sever a třináctou ve směru opačném. Na oranžové lince je to osmnáctá stanice ve směru od konečné Côte-Vertu a zároveň čtrnáctou ve směru od Montmorency. Na žluté lince je Berri-UQAM konečnou stanicí na západě linky (a zároveň jedinou její stanicí ležící přímo v Montrealu), z opačného směru od Longueuil–Université-de-Sherbrooke je v pořadí třetí.
Vrchní podlaží:
- nástupiště oranžové linky
- nachází se v hloubce 10,7 m
- nachází se 720,50 m od předchozí (jižněji položené) stanice Champ-de-Mars (směr Côte-Vertu) a 579,10 m od následující (severněji položené) stanice Sherbrooke (směr Montmorency)

Střední podlaží:
- nástupiště zelené linky
- nachází se v hloubce 16,8 m
- nachází se 336,80 m od předchozí (jižněji položené) stanice Saint-Laurent (směr Angrignon) a 378,76 m od následující (severněji položené) stanice Beaudry (směr Honoré-Beaugrand)

Spodní podlaží:
- nástupiště žluté linky
- nachází se v hloubce 27,4
- nachází se 2 362,10 m od následující (východněji položené) stanice Jean-Drapeau, což je nejdelší mezistaniční vzdálenost celého montrealského metra.